# 229-й авиационный полк (США)

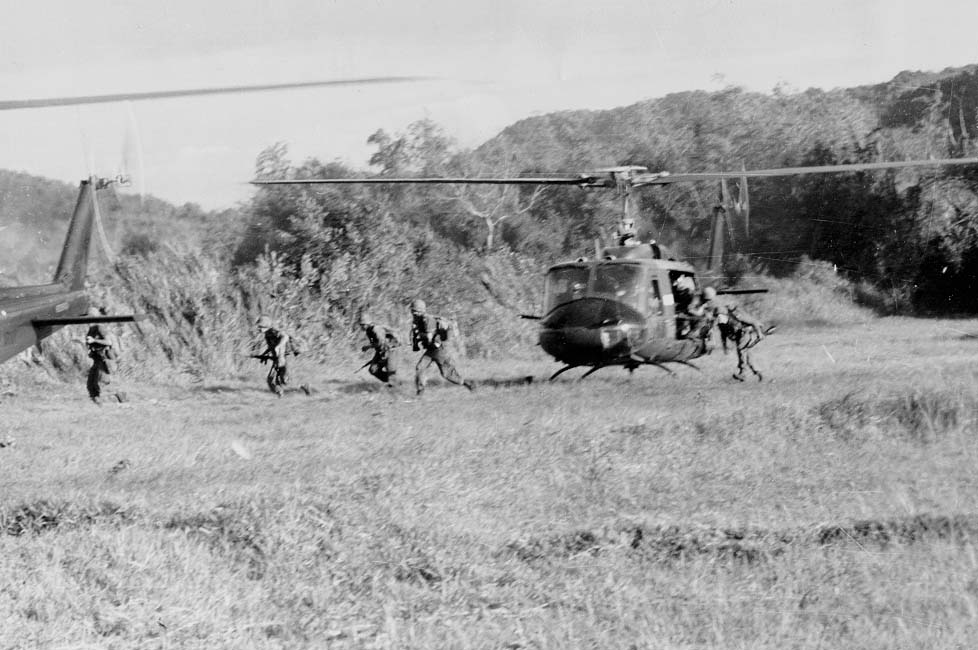
Вертолеты 229-го штурмового батальона высаживают пехоту в долине Иа Дранг

229-й авиационный полк (англ. 229th Aviation Regiment) — формирование в составе Военно-воздушных сил США, созданное во время Вьетнамской войны и принимавшее активное участие в боевых действиях 1-й кавалерийской дивизии.